# Radio Disney
Radio Disney – radio internetowe będące własnością The Walt Disney Company, z siedzibą w Dallas. Radio zostało założone 18 listopada 1996. Nadaje muzykę dla dzieci i nastolatków.
Usłyszeć tam można nie tylko piosenki z filmów Disneya i single gwiazd Disneya, ale także piosenki popularnych światowych wykonawców. Radia Disney można słuchać poprzez iTunes.